# Fjodor Fjodorowitsch Trepow

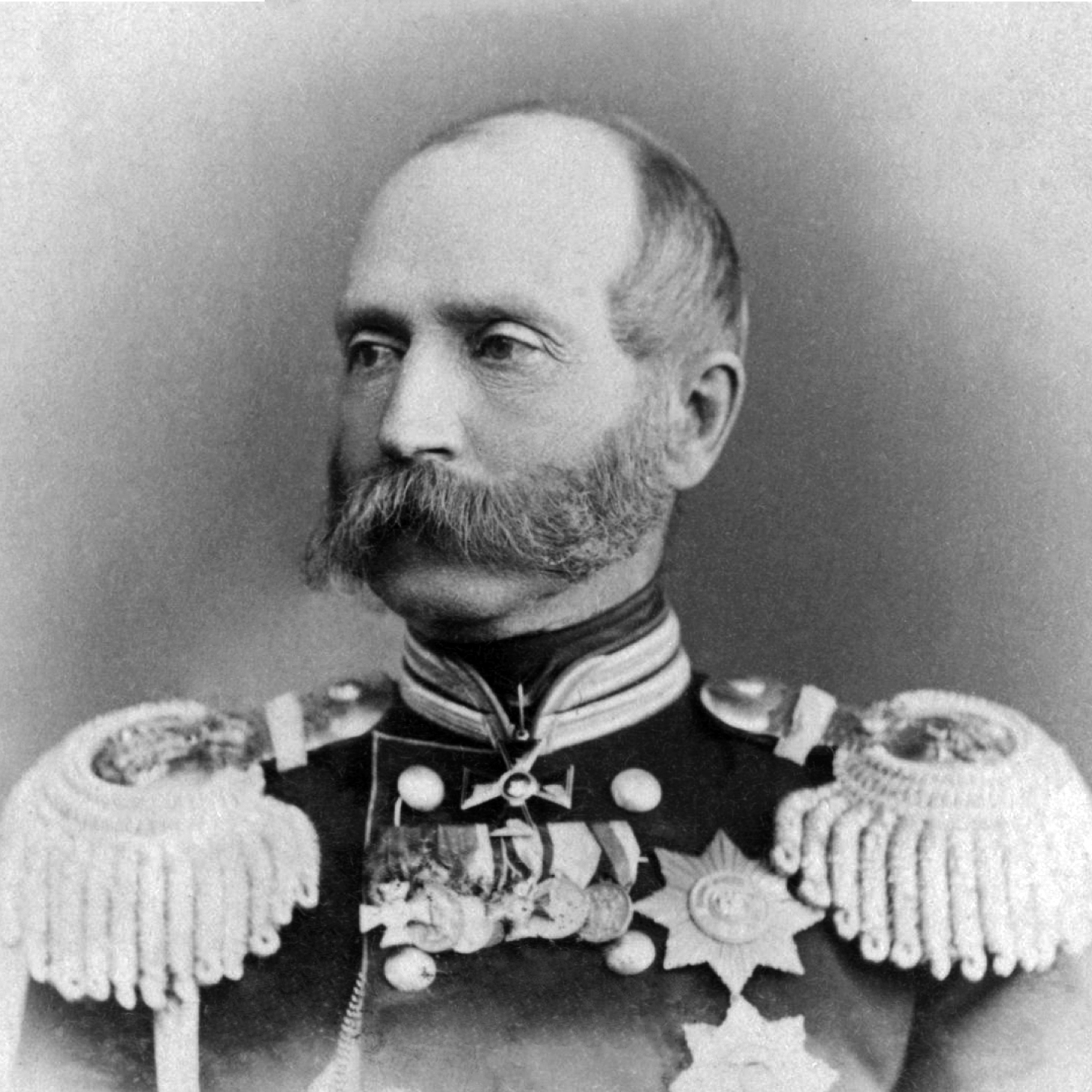
Fotoaufnahme von Fjodor Trepow, 1865

Fjodor Fjodorowitsch Trepow (der Ältere) (russisch Фёдор Фёдорович Тре́пов;  * 1809 oder 1812; †  23. Novemberjul. / 5. Dezember 1889greg. in Kiew) war ein russischer General und Staatsmann.

## Biografie
Er war ein unehelicher Sohn des Wirklichen Staatsrats Friedrich Wilhelm Stenger (1770–1832) und wurde 1837 in den russischen Adel erhoben. Eine Ausbildung an der Ingenieurschule in der Petersburger Michaelsburg brach er krankheitshalber ab.
Trepow begann seine militärische Karriere 1831, indem er sich an der Unterdrückung des Novemberaufstandes in Polen beteiligte. Anschließend kommandierte er ein Kavallerieregiment in Kiew. 1860 wurde er zum Chef der Warschauer Polizei ernannt. Im Zuge des polnischen Januaraufstandes wurde er 1863 Polizeichef von Kongresspolen. In Warschau war er wegen seiner Brutalität unbeliebt.
Nach Karakosows fehlgeschlagenem Attentat auf Zar Alexander II. ernannte ihn dieser 1866 zum Stadthauptmann von Sankt Petersburg. Dieses Amt hatte er bis 1873 inne und war dann bis 1878 Gouverneur von Sankt Petersburg. In dieser Zeit tat er sich bei der Bekämpfung von Studentenunruhen hervor, sowie bei der sozialrevolutionären Demonstration vor der Petersburger Kasaner Kathedrale am 6. Dezember 1876. 
Nachdem der politische Gefangene Archip Bogoljubow sich im Juli 1877 geweigert hatte, vor Trepow seinen Hut zu ziehen, verordnete der General eine Prügelstrafe, die auch ausgeführt wurde. Als Vera Sassulitsch davon hörte, gab sie am 24. Januarjul. / 5. Februar 1878greg. aus einem Revolver einen Schuss auf Trepow ab. Sie wurde verhaftet und vor Gericht geladen, jedoch nicht verurteilt. Trepow trat im selben Jahr als General der Kavallerie in den Ruhestand.
Seine letzten Lebensjahre verbrachte Trepow in Kiew, wo er sich als Gönner des 1070 gegründeten Wydubytschi-Klosters hervortat und 1889 starb. Mit seiner Frau Wera Wassilijewna Lukaschewitsch hatte er neun Kinder. Seine vier Söhne, darunter Alexander, Dmitri und der gleichnamige Fjodor (der Jüngere) schlugen politische und militärische Karrieren ein.
Fjodor Trepow erhielt zahlreiche russische und ausländische Auszeichnungen, darunter den Orden der Heiligen Anna und des Heiligen Wladimir, den Alexander-Newski-Orden, Virtuti Militari, den preußischen Roten Adlerorden und Kronen-Orden, den österreichischen Leopold-Orden, den Orden der Krone von Italien, den spanischen Orden Karls III., den portugiesischen Christusorden, den serbischen Takovo-Orden, den griechischen Erlöser-Orden, den osmanischen Mecidiye-Orden, den persischen Sonnen- und Löwenorden, den Hausorden der Wendischen Krone und den Orden der Württembergischen Krone. 